# Amphion-Klasse
Die Amphion-Klasse (auch als A- oder Acheron-Klasse bekannt) war eine Klasse von Hochsee-U-Booten im Zweiten Weltkrieg und in den Jahrzehnten danach. Die erste Einheit wurde 1945 in Dienst gestellt, das letzte Boot wurde 1974 außer Dienst gestellt.

## Geschichte
Die britische Admiralität beauftragte den Bau im Jahr 1943, als man erkannte, dass für den neuen Kriegsschauplatz im Pazifik nach dem Angriff auf Pearl Harbor ein neuer U-Bootstyp gebraucht wurde. Ursprünglich wurden 46 U-Boote bestellt, aber es wurden nur 18 vom Stapel gelassen. Von diesen wurden 16 in Dienst gestellt, 2 Rümpfe wurden für Tests verwendet. Nur zwei Boote wurden während des Zweiten Weltkriegs fertiggestellt: die Amphion und die Astute. Beide kamen nicht zum Einsatz.
Zu Beginn des Kalten Kriegs wurden statt Überwassereinheiten sowjetische U-Boote die Ziele der U-Boote. Im Januar 1948 war die Hauptaufgabe der britischen U-Boot-Flotte im Kriegsfall das Abfangen von sowjetischen U-Booten, die nach dem Verlassen ihrer Basen in Nord-Russland britische oder alliierte Schiffe angreifen konnten. Im April 1948 verfasste Rear-Admiral Geoffrey Oliver ein Dossier, in dem er vorschlug, dass britische U-Boote eine offensivere Rolle einnehmen und den Gegner schon an der eigenen Küste angreifen sollten.
Die A-Klasse bildete beinahe drei Dekaden lang das Rückgrat des Royal Navy Submarine Service und wurde ab 1958 durch U-Boote der Porpoise-Klasse und Oberon-Klasse ersetzt. Das letzte Boot der Klasse, die Andrew, wurde 1974 außer Dienst gestellt.

## Entwurf
Die A-Klasse sollte die U-Boote der S- und T-Klasse ersetzen, die für den Einsatz im Pazifik zu langsam waren und deren Tauchtiefe nicht ausreichte. Außerdem hatte der Krieg gezeigt, dass U-Boote weiter von Großbritannien entfernt und in größeren Patrouillengebieten operieren mussten als erwartet. Der Entwurf baute auf der T-Klasse auf. Die A-Klasse war etwas größer und schneller und die Unterbringung der Mannschaft war auf längere Missionen ausgelegt. Dabei versuchte man, so viele vorhandene Elemente der T-Klasse wie möglich zu verwenden. Die Seetüchtigkeit war sehr gut und es gab eine Klimaanlage, die für das geplante Einsatzgebiet Ferner Osten notwendig war. Die Mannschaft war zwischen 60 und 68 Mann stark.
Der Rumpf war geschweißt und konnte in einzelnen Sektionen gefertigt werden, eine Technik, die für Großbritannien neu, in Deutschland aber schon länger üblich war. Die durchschnittliche Bauzeit betrug acht Monate.
Nach dem Zweiten Weltkrieg wurden einige Veränderungen an den Schiffen vorgenommen. Ein Schnorchel wurde eingebaut. Zusätzlich wurde ein Radar eingeführt, das getaucht (Periskoptiefe) einsetzbar war. Ein nachttaugliches Periskop ergänzte die Ausstattung.
Die A-Klasse wurde zwischen 1955 und 1960 modernisiert. Der vordere und hintere Rumpfteil wurden erneuert. Die Aufbauten wurden stromlinienförmiger gestaltet und die Geschütze und äußeren Torpedorohre entfernt, um die Geschwindigkeit unter Wasser zu erhöhen und die Geräuschentwicklung zu verringern. Außerdem wurde ein stark verbessertes Sonar eingebaut.
Als die Affray im April 1951 im Hurd’s Deep verloren ging – Untergangsort und -ursache waren zunächst unbekannt – blieben während der Nachforschungen alle Schiffe der Klasse im Hafen.

## Einheiten

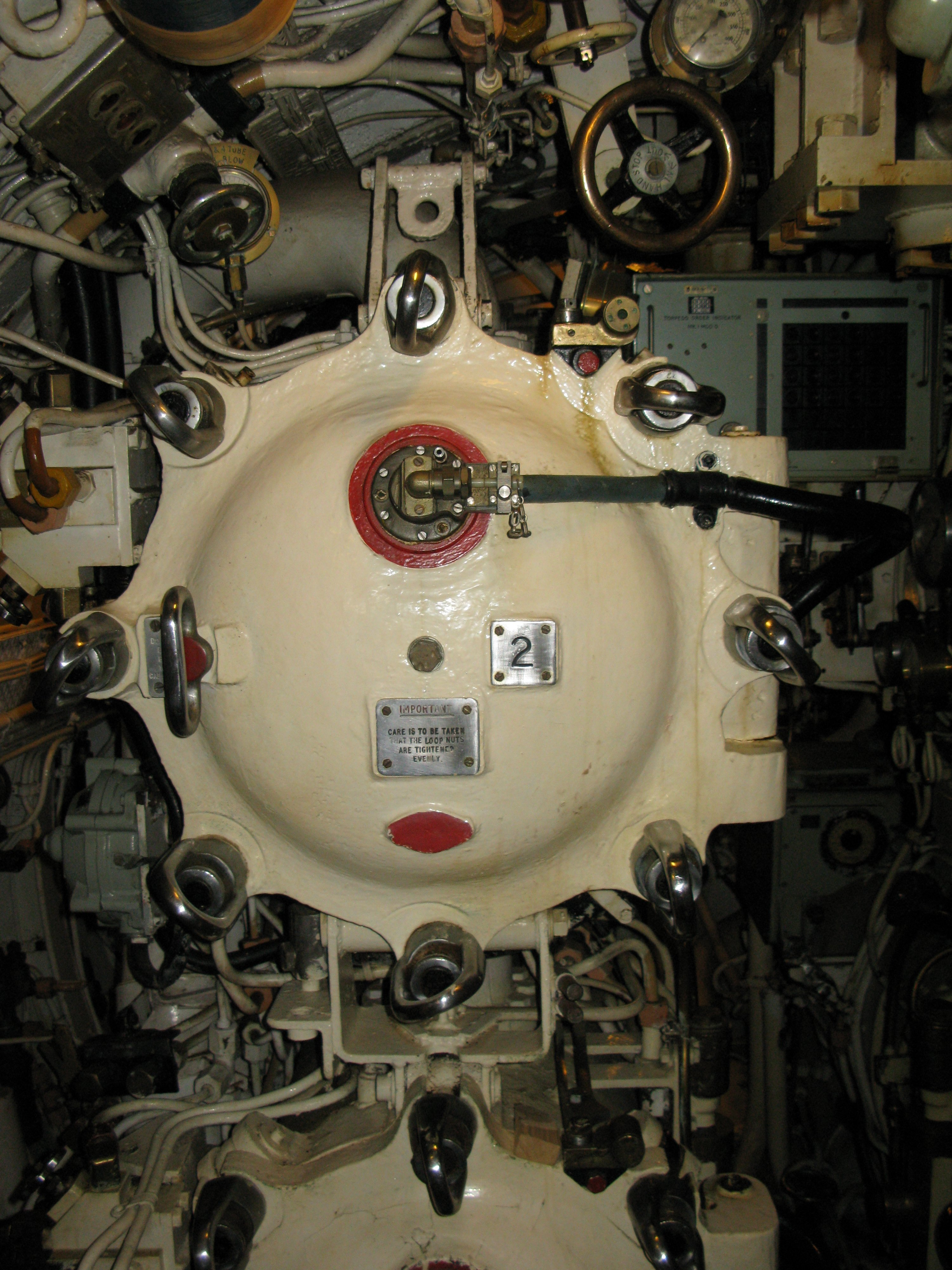
Ein Torpedorohr der HMS Alliance

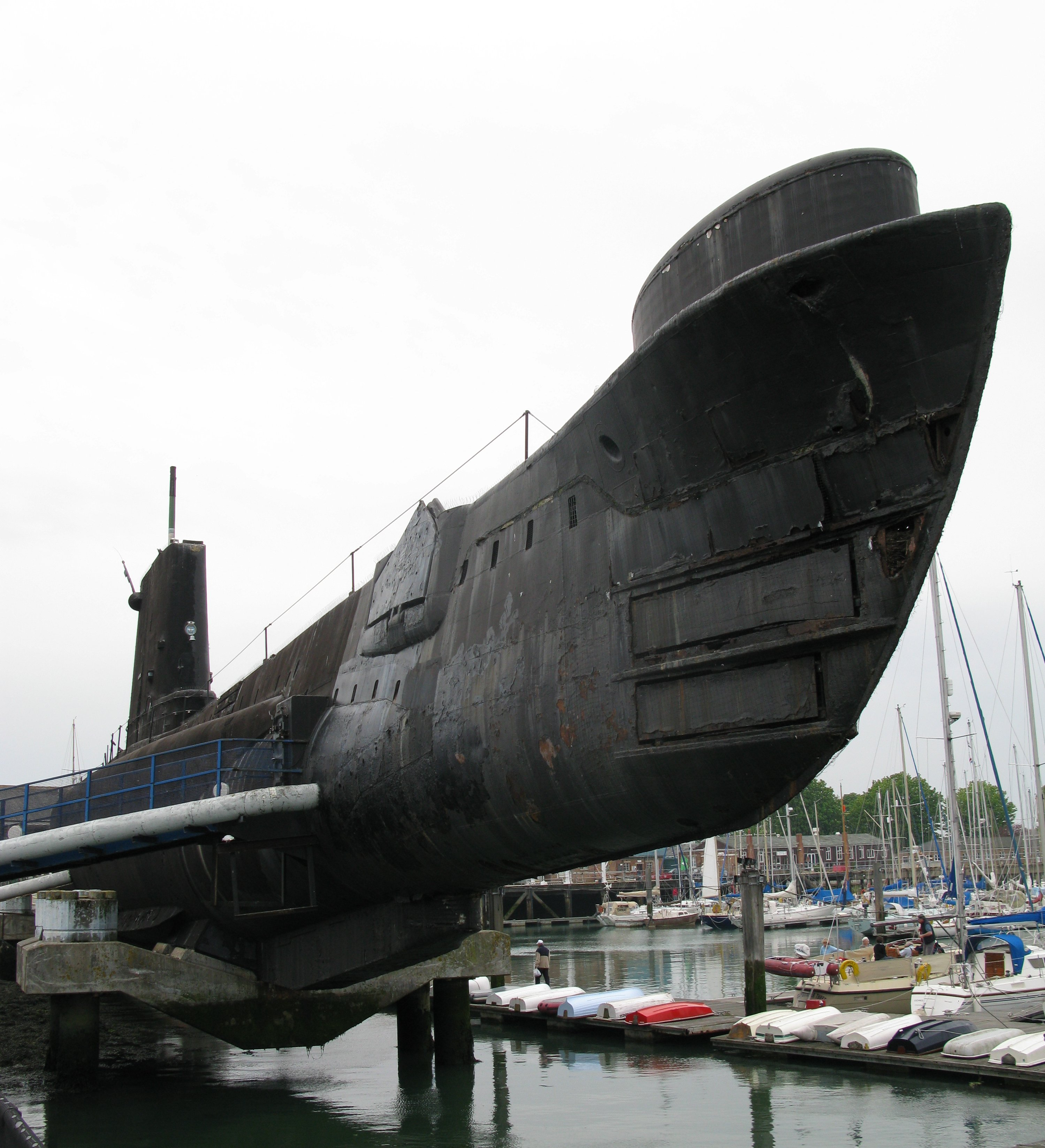
HMS Alliance im Jahr 2008

### Bauwerft Vickers-Armstrong
- Amphion (P439)
- Astute (P447)
- Auriga (P419)
- Aurochs (P426)
- Alcide (P415)
- Alderney (P416)
- Alliance (P417)
- Ambush (P418)
- Anchorite (P422)
- Andrew (P423)

### Bauwerft Cammell Laird
- Affray (P421)
- Aeneas (P427)
- Alaric (P441)

### Bauwerft Scotts Shipbuilding and Engineering Company
- HMS Artemis (P449)
- HMS Artful (P456)

### Bauwerft Chatham Dockyard
- HMS Acheron (P411)

### Bauwerft HMNB Devonport
Die Einheiten wurden vom Stapel gelassen, aber nicht vollendet.
- HMS Ace (P414)
- HMS Achates (P433)

### Stornierte Aufträge
Im Jahr 1945 wurden die Aufträge von weiteren 27 Einheiten storniert:
| HMS Abelard   | HMS Acasta     | HMS Admirable | HMS Adversary | HMS Agate      |
| HMS Aggressor | HMS Agile      | HMS Aladdin   | HMS Alcestis  | HMS Andromache |
| HMS Answer    | HMS Antagonist | HMS Antaeus   | HMS Anzac     | HMS Aphrodite  |
| HMS Approach  | HMS Arcadian   | HMS Ardent    | HMS Argosy    | HMS Asgard     |
| HMS Asperity  | HMS Assurance  | HMS Astarte   | HMS Atlantis  | HMS Austere    |
| HMS Awake     | HMS Aztec      |               |               |                |